# 22

## Події

### Рим
- Дев'ятий рік правління імператора Тиберія в Римі.
  - Тиберій примусив сенат надати звання трибуна своєму синові Друзу
  - Тиберій скасував закони проти розкошів[1]
- Децим Гатерій Агріппа та Гай Сульпіцій Гальба обрані консулами Римської імперії.

### Китай
- Передостанній рік правління імператора Ван Мана. Голод у китайській провінції призвів до масових повстань селян, зокрема повстання «червонобрових», які нанесли кілька поразок регулярній армії.

## Народились
- Гней Корнелій Лентул Гетулік — римський консул 55 року.

## Померли
- Юнія Терція — римська матрона
- Гай Атей Капітон — римський правник